# 貝萊爾-梅多布魯克台 (佛羅里達州)
貝萊爾-梅多布魯克台（英語：Bellair-Meadowbrook Terrace）是位於美國佛羅里達州克萊縣的一個人口普查指定地區。

## 地理
貝萊爾-梅多布魯克台的座標為30°10′38″N 81°44′30″W / 30.17722°N 81.74167°W，而該地最高點為海拔高度5米（即16英尺）。

## 人口
根據2010年美國人口普查的數據，貝萊爾-梅多布魯克台的面積為11.00平方千米，當中陸地面積為10.90平方千米，而水域面積為0.10平方千米。當地共有人口13343人，而人口密度為每平方千米1,213人。